# Tokigawa
Tokigawa (jap. ときがわ町 Tokigawa-machi) – miasto w Japonii, na wyspie Honsiu, w prefekturze Saitama. Według danych na rok 2020 miejscowość zamieszkiwało 10 540 mieszkańców , a gęstość zaludnienia wyniosła 188,6 os./km².